# Aninoasa (Gorj)
Aninoasa è un comune della Romania di 4088 abitanti, ubicato nel distretto di Gorj, nella regione storica dell'Oltenia.
Il comune è formato dall'unione di 5 villaggi: Aninoasa, Bobaia, Costești, Groșerea, Sterpoaia.